# Recommandations aux prêtres
Les recommandations aux prêtres sont des textes gravés dans des temples d'époque gréco-romaine.

## Description
Cette appellation est due à l'égyptologue Adolphe Gutlub qui, en 1973, consacra un chapitre de ce titre dans ses Textes fondamentaux de la théologie de Kôm Ombo.
Ces textes, que l'on trouve dans les temples d'Hathor à Dendérah, d'Horus à Edfou et de Sobek à Kôm Ombo, exposent une suite de maximes et de préceptes moraux et éthiques à destination des prêtres. Les thèmes abordés sont :
- l'impureté :

« Ne pénétrez pas en étant entaché. »
« N'entrez pas en étant souillé. »
- le mensonge :

« Ne dites pas de mensonge dans son sanctuaire. »
« N'accaparez pas un bien par tromperie. »
- l'indiscrétion :

« Ne révélez pas une chose que vous voyez. »
- l'injustice, la partialité, etc.